# Zweite Schlacht bei Lacolle Mills
Kriegsschauplatz St. Lawrence/Lake Champlain 

1. Sacket’s Harbor – 1. Lacolle Mills – Ontariosee – Ogdensburg – New York – 2. Sacket’s Harbor – Châteauguay – Chrysler’s Farm – 2. Lacolle Mills – Fort Oswego – Big Sandy Creek – Plattsburgh
Niagara-Kriegsschauplatz

Queenston Heights – Frenchman’s Creek – George – Stoney Creek – Beaver Dams – Black Rock – Fort Niagara – Buffalo – 1. Fort Erie – Chippewa – Lundy’s Lane – 2. Fort Erie – Cook’s Mill
Detroit-Kriegsschauplatz

Tippecanoe – Fort Mackinac – Dearborn – Detroit – Fort Harrison – Fort Wayne – Wild Cat Creek – Mississinewa – Frenchtown – Fort Meigs – Fort Stephenson – Eriesee – Thames River – Longwoods – Prarie du Chien – Rock Island Rapids – Mackinac Island – Malcom’s Mills
Chesapeake-Kriegsschauplatz

Craney Island – St. Michaels – Chesapeake – Bladensburg – Washington – Caulk’s Field – North Point – Baltimore
Südlicher Kriegsschauplatz

Creek – 1. Fort Bowyer – Fayal – Pensacola – Borgnesee – New Orleans – Fort St. Philip – Fort Peter – 2. Fort Bowyer
Während des Britisch-Amerikanischen Kriegs kam es am 30. März 1814 zu einer Schlacht zwischen britisch-kanadischen und amerikanischen Truppen bei der südlich von Montréal gelegenen kanadischen Stadt Lacolle (Québec), in deren Brennpunkt die nahe gelegene Mühle (engl. Lacolle Mills) stand. Ein kleiner Außenposten der Briten wehrte sich mit Verstärkung durch eine Grenadierkompanie gegen den Angriff einer deutlichen Übermacht amerikanischer Truppen. Die Schlacht endete mit einem Sieg der Briten, den die amerikanischen Truppen als außerordentlich demütigend empfanden und der innerhalb der amerikanischen Militärgeschichtsschreibung lange Zeit beinahe vollständig ignoriert wurde.

## Vorgeschichte
Im Jahre 1778 wurde bei Lacolle eine Sägemühle erbaut, die dazu diente das benötigte Holz für den Bau von Befestigungsanlagen in Saint-Jean-sur-Richelieu und Fort Chambly zu liefern. Später wurde unter der Leitung von Major William Twiss, der bereits die Verteidigungsanlagen bei Coteau-du-Lac konzipiert hatte, ein Blockhaus errichtet. An dieser Stelle hatten die Amerikaner im Jahre 1812 beim Versuch Montréal zu erreichen in der ersten Schlacht bei Lacolle Mills bereits gegen die Briten eine Niederlage erlitten.
Nachdem eine im Vorjahr vorgetragene Invasion im kanadischen Grenzgebiet nach amerikanischen Niederlagen in der Schlacht bei Chrysler’s Farm gescheitert war, zog sich Generalmajor James Wilkinson mit seinen Truppen ins Winterlager knapp hinter der Grenze auf amerikanisches Territorium zurück. Die Briten sahen darin eine Bedrohung ihrer Verbindungslinie entlang des Sankt-Lorenz-Stromes, obwohl Wilkinson dies nicht beabsichtigte. Seine Truppen waren schlecht versorgt; aufgrund der Position des Lagers, der ungünstigen Witterungsbedingungen und des schlechten Zustandes der Straßen waren die Nachschublinien für seine Truppen instabil.
Im späten Januar befahl der Kriegsminister John Armstrong Wilkinson, eine Division mit 2.000 Soldaten unter General Jacob Brown in Sackets Harbor abzulösen und seine Truppen mit der Hauptstreitmacht in Plattsburgh zu vereinen. Die britischen Truppen folgten ihm beinahe bis zu seiner neuen Stellung und erbeuteten große Mengen der amerikanischen Vorräte in den Siedlungen im Bundesstaat New York. Wilkinson war bewusst, dass er aufgrund der vorangegangenen Misserfolge bei der Invasion aller Wahrscheinlichkeit nach seines Kommandos enthoben werden würde. Um dies zu verhindern, plante er einige abenteuerliche Offensiven, jedoch erschien nur eine dieser Optionen durchführbar. Ein paar Meilen nördlich der Grenze überquerte eine der Hauptstraßen bei einer Mühle den Lacolle River. Lacolle Mills bestand aus einer steinernen Mühle und einem hölzernen Blockhaus und wurde von einer Kompanie des 13. britischen Infanterieregiments verteidigt, die insgesamt etwa 80 Mann unter Major Hancock umfasste. Unweit dieses Postens waren andere Truppenteile stationiert und weitere Außenposten aufgestellt. Die Soldaten wurden angesichts der amerikanischen Bedrohung noch um die Grenadierkompanie ihres Regiments und einige Schützen verstärkt. Insgesamt soll es sich um etwa 180 Mann gehandelt haben.

## Verlauf der Schlacht

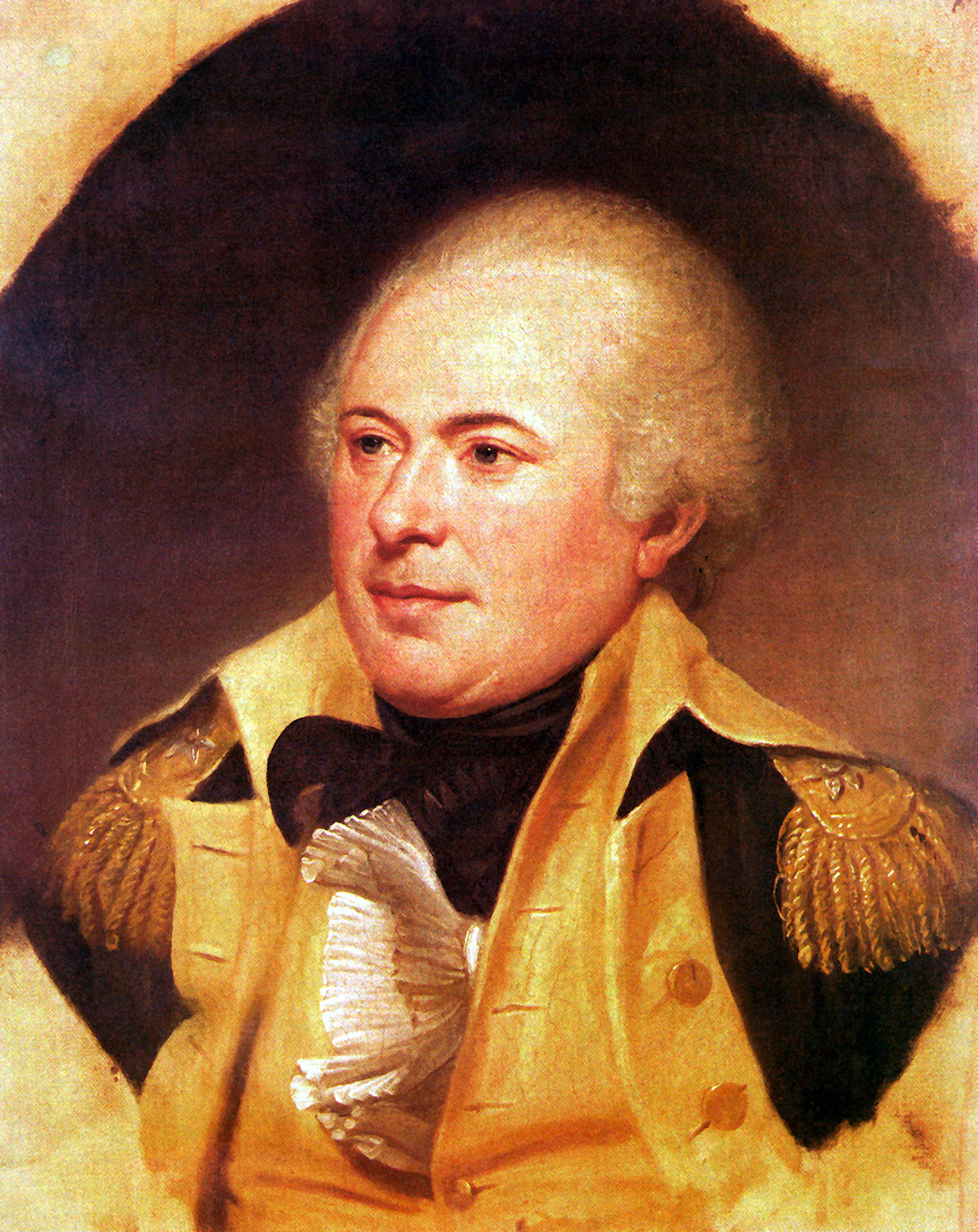
James Wilkinson

Am 27. März 1814 marschierte Wilkinson mit seinen Truppen nach Norden, um den kleinen Außenposten anzugreifen. Seine Truppen umfassten 3 Brigaden, insgesamt etwa 4.000 Mann und 11 schwere Geschütze. Wegen schlechter Witterungsbedingungen und starkem Schneefall zog sich der Marsch hin, bis er Lacolle Mills schließlich am 30. März erreichte und angriff.
Die Amerikaner eröffneten das Feuer mit der schweren Artillerie, die jedoch wegen des aufgeweichten Untergrundes nur teilweise eingesetzt werden konnte. Die Briten erwiderten das Feuer mit den für die Amerikaner bis dahin unbekannten Congreve-Raketen. Diese waren zwar unpräzise, verursachten jedoch etliche amerikanische Verluste. Die Geringschätzung, die die Briten für ihre Gegner empfanden, zeigt sich daran, dass sie trotz ihrer Unterlegenheit sogar zwei Gegenangriffe auf die amerikanischen Geschütze führten, die aber angesichts der Deckung durch US-Infanterie abgebrochen werden mussten.
Da der Beschuss der amerikanischen Geschütze nur wenig Auswirkungen auf die dicken Mauern der Mühle hatte, weitere Verstärkungen für die Briten anrückten und schwere Geschütze der britischen Marine in Stellung gingen, gaben die Amerikaner ihr Vorhaben gegen Abend schließlich auf und zogen sich über die Grenze nach Plattsburgh zurück. Die Amerikaner zählten insgesamt 154 Tote, Verwundete und Vermisste, die Briten 61.

## Nachwirkung
Wilkinson wurde das Kommando am 11. April von Armstrong entzogen. Dies war laut dem Historiker Hitsman keine direkte Folge des Debakels bei Lacolle, sondern beruhte vermutlich auf einer am 24. März von Wilkinson selbst eingereichten Bitte um Freistellung. Er wurde zu einer Anhörung zitiert, in deren Rahmen seine Führungsleistung bei der Invasion Kanadas im Vorjahr beurteilt werden sollte. Diese führte letztlich zur Anklage vor einem Militärgericht, von dem Wilkinson von den Vorwürfen der Fahrlässigkeit und des Fehlverhaltens freigesprochen wurde. Dennoch erlaubte das Versagen seines Kommandeurs Armstrong, eine Reihe vergleichsweise junger Offiziere zu Befehlshabern der Divisionen und Brigaden zu machen. Auf Wilkinsons Posten wurde Generalmajor George Izard eingesetzt.
Während die Amerikaner auf dem westlichen Kriegsschauplatz (Niagara-Halbinsel) die Briten im Jahr 1814 mit besser ausgebildeten Truppen und fähigen Kommandeuren vor große Schwierigkeiten stellten, zeigten sich bei Lacolle Mills die charakteristischen Schwächen der US-Armee im Krieg von 1812: Inkompetente Offiziere und eine angesichts der zahlenmäßigen Überlegenheit geradezu rätselhafte Halbherzigkeit, die schon bei kleineren Rückschlägen zur kompletten Aufgabe von Feldzugsplänen führte. Erklärbar ist das Verhalten Wilkinsons und anderer Generäle wohl nur durch einen Unterlegenheitskomplex gegenüber den Briten und ihren hervorragend ausgebildeten regulären Soldaten. So konnten Gefechte wie dieses eine Bedeutung erlangen, die in keinem Verhältnis zu ihrem eigentlich unbedeutenden Charakter steht.

## Nationale Würdigung
Am 25. Mai 1923 wurde der Ort der Schlacht durch die kanadische Regierung zu einer „nationalen historischen Stätte“ in der Region Québec erklärt. Die Würdigung erfolgte auf Vorschlag des Historic Sites and Monuments Board of Canada, da die Schlacht die amerikanischen Invasionspläne in Niederkanada beendete.